# 黃嘉愛
黃嘉愛（1481年—？），字懋仁，號鶴溪，浙江紹興府餘姚縣（今余姚市）人，明朝官員。

## 生平
治《詩經》，弘治十一年（1498年）由國子生中式戊午科浙江鄉試第三十五名舉人，正德三年（1508年）戊辰科會試第一百七十四名，第二甲第八十二名進士。官至欽州知州，卒於任內。

## 家族
曾祖黄士宁。祖黄永昊，封評事。父黄九霄。母徐氏。慈侍下。行十一，兄嘉庆、弟嘉瑞。